# Col de la Chevestraye
Le col de la Chevestraye est un col routier situé dans le massif des Vosges en France. À une altitude de 611 mètres, il se trouve en région Bourgogne-Franche-Comté, dans le département de la Haute-Saône.

## Géographie
Le col se trouve à la jonction des routes départementales 97 et 98 dans un environnement forestier.
Compris dans le périmètre du parc naturel régional des Ballons des Vosges, il est situé en limite du territoire des communes de Fresse et de Plancher-Bas.

## Histoire

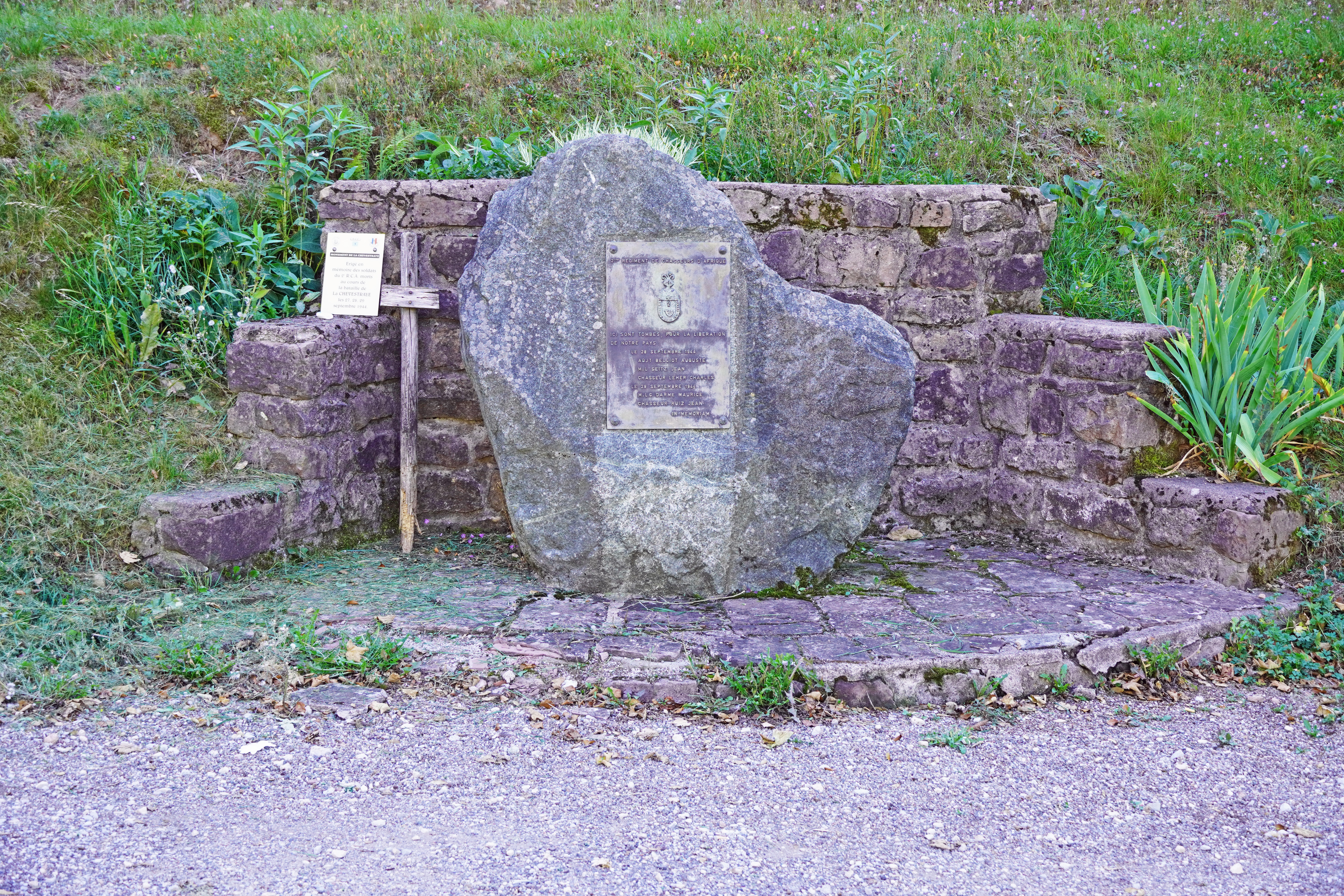
Stèle en l'honneur de cinq soldats.

D'importants combats de la bataille des Vosges engageant chars et artillerie ont eu lieu entre les Alliés et les Allemands fin septembre et début octobre 1944 dans la bataille de la Chevestraye.
Le 2 octobre, deux bataillons de Légion étrangère relèvent la 1re division blindée dans le secteur de Fresse - La Chevestraye avec pour mission d’opérer une action de diversion au col pour appuyer l'attaque menée sur Ronchamp. Après d'âpres combats avec gains et revers, les hauteurs du col de la Chevestraye sont finalement enlevées par un bataillon ukrainien venu renforcer les Légionnaires. Ce bataillon, issu du 1er régiment d'infanterie de la 30e division de Waffen-SS, sous-équipé et sans moyens, avait tué ses chefs allemands et rejoint un maquis de la Haute-Saône le 27 août 1944.
Une stèle en l'honneur de cinq soldats du 2e régiment de chasseurs d'Afrique morts durant ces affrontements est érigée au col.

## Activités

### Cyclisme
La 7e étape du Tour de France 2012 passe au col peu avant l'arrivée pour la première fois à la Planche des Belles Filles.
Non pris en compte pour le classement de la montagne, le col est emprunté lors de la 20e étape du Tour de France 2020 en contre-la-montre individuel de 36,2 km entre Lure et la Planche des Belles Filles et lors de la 7e étape du Tour de France 2022 entre Tomblaine et la Planche des Belles Filles.

### Randonnée
Reliant le ballon d'Alsace à Yenne en Savoie, le sentier de grande randonnée 59 y passe.